# Fallout (TV-serie)
Fallout är en amerikansk postapokalyptisk kriminaldramaserie från 2024. Serien är skapad och utvecklad av Lisa Joy och Jonathan Nolan för streamingtjänsten Amazon Prime Video. Nolan har regisserat serien som är baserad på spelserien med samma namn. Första säsongen hade premiär den 11 april 2024 och består av åtta avsnitt.

## Handling
Serien utspelar sig i ett postapokalyptisk USA inspirerad av 1950-talet, och skildrar efterdyningarna av ett kärnvapenkrig.

## Rollista i urval
- Walton Goggins
- Ella Purnell
- Kyle MacLachlan
- Xelia Mendes-Jones
- Aaron Moten
- Mike Doyle
- Moisés Arias